# Wytworny świat
Wytworny świat (ang. Vogues of 1938) – amerykański film z 1937 roku w reżyserii Irvinga Cummingsa.

## Obsada
- Warner Baxter jako George Curson
- Joan Bennett jako Wendy Van Klettering
- Helen Vinson jako Mary Curson
- Mischa Auer jako książę Muratov
- Alan Mowbray jako Henry Morgan
- Jerome Cowan jako pan W. Brockton
- Alma Kruger jako Sophie Miller
- Gonzalo Meroño jako Richard Steward
- Victor Young jako on sam

## Nagrody i nominacje
| Nazwa nagrody | Wygrane            | Nominacje                                                                                                  |
| ------------- | ------------------ | --- |
| Oscar         | 1938 bez rezultatu | 1938 Najlepsza piosenka "That Old Feeling", wyk. Virginia Verrill Najlepsza scenografia Alexander Toluboff |